# Stephanie Pohl (Beachvolleyballspielerin)
Stephanie Pohl (* 7. Mai 1978 in Finsterwalde) ist eine ehemalige deutsche Beachvolleyballspielerin.

## Karriere
Stephanie Pohl begann 1985 mit dem Volleyball in der Halle. 1997 wechselte sie zum Beachvolleyball. Nach zwei Turnieren 1998 mit Martina Stoof bildete sie 1999 und 2000 ein Duo mit Ines Pianka, das bei der EM 1999 auf Mallorca den siebten Rang belegte. 2001 kam Pohl mit ihrer Partnerin Okka Rau zusammen. Gleich im ersten Jahr wurde das Duo Dritter der deutschen Meisterschaft in Timmendorfer Strand und belegte Rang 17 bei der Weltmeisterschaft in Klagenfurt. Beim ersten World-Tour-Turnier in Osaka reichte es zum siebten Platz. 2002 wurden Pohl/Rau deutscher Meister und schafften mehrere fünfte Plätze bei der World Tour. Die Europameisterschaft beendeten sie auf Rang sieben. Beim nächsten kontinentalen Turnier in Alanya gewannen sie den Titel nach einem deutschen Endspiel gegen Andrea Ahmann und Jana Vollmer. Die Weltmeisterschaft 2003 in Rio de Janeiro beendeten sie auf Rang neun. 2004 spielten die deutschen Vizemeisterinnen und Fünften der EM in Timmendorfer Strand bei den Olympischen Spielen in Athen und wurden dort ebenfalls Fünfte. Im folgenden Jahr holten die von Bernd Schlesinger trainierten Damen neben dem zweiten Platz bei der deutschen Meisterschaft und Rang drei beim World-Tour-Turnier in Mailand Bronze bei der EM in Moskau, mussten sich aber bei der WM in Berlin wieder mit Platz neun begnügen. 2006 erreichten sie neben den dritten Rängen bei der deutschen Meisterschaft und dem World-Tour-Turnier in Klagenfurt den ersten Platz in der europäischen Rangliste. Bei der WM 2007 in Gstaad wurden sie Fünfter. 2008 wurden sie EM-Vierte und gewannen in Marseille als erstes deutsches Team überhaupt ein Turnier der World Tour. Damit qualifizierten sie sich auch für die Olympischen Spiele in Peking, wo sie das Achtelfinale erreichten.
Nach neun erfolgreichen Jahren gab Stephanie Pohl zusammen mit ihrer Partnerin Okka Rau im November 2009 bekannt, ihre Beachvolleyballkarriere zu beenden, um sich voll auf ihr Jurastudium konzentrieren zu können.

## Privates
Stephanie Pohl lebt in Hamburg und studiert Rechtswissenschaften.